# Los Polvorines

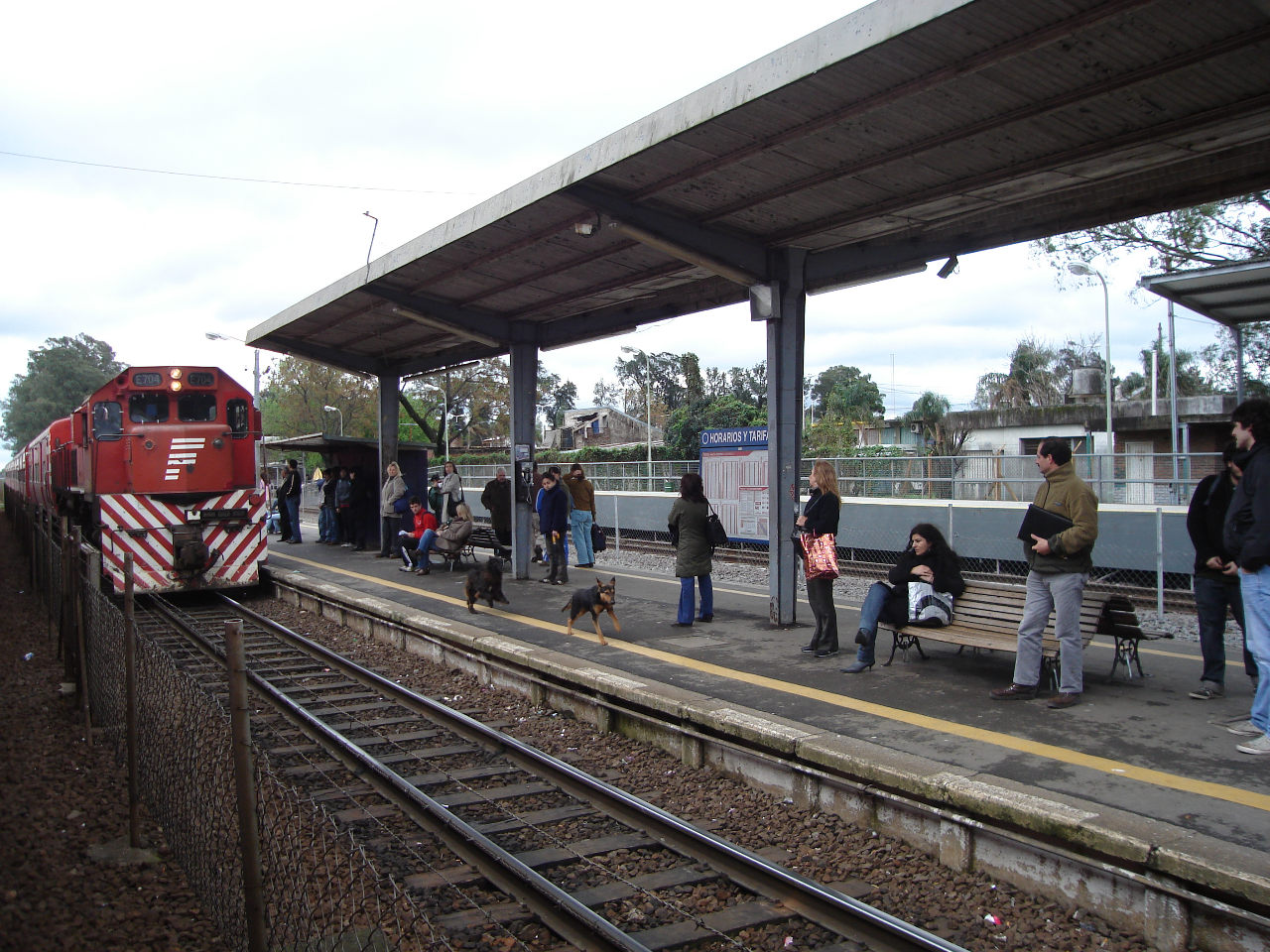
Estação de trem de Los Polvorines, Argentina

Los Polvorines é uma cidade da Argentina, localizada na província de Buenos Aires, situado na área metropolitana de Gran Buenos Aires.